# Redfieldius gracilis
Redfieldius gracilis è un pesce osseo estinto, appartenente ai redfieldiiformi. Visse nel Giurassico inferiore (circa 198 - 190 milioni di anni fa) e i suoi resti fossili sono stati ritrovati in Nordamerica.

## Descrizione
Questo pesce era di dimensioni medie, e solitamente non superava la lunghezza di 20 centimetri. Il corpo era leggermente robusto, di forma ovale; il muso era arrotondato, gli occhi grandi e la bocca era dotata di piccoli denti. Come tutti i suoi stretti parenti, anche Redfieldius era dotato di una sola pinna dorsale triangolare molto arretrata, praticamente speculare a quella anale, molto simile per forma e dimensioni. Le pinne ventrali erano piccole, mentre quelle pettorali erano un po' più grandi. La pinna caudale era leggermente eterocerca, mentre era presente un solo branchiostegale ridotto a un osso a forma di piastra. Tutte le pinne erano dotate di fulcri estremamente sottili. Le scaglie erano romboidali, ed erano più grandi quelle nella parte anteriore del corpo, disposte in file diagonali. L'apertura nasale esterna era racchiusa da un osso premascellare, un nasale, un rostrale e un osso adnasale.
Redfieldius, al contrario di altri pesci strettamente imparentati, era dotato di un cranio fortemente ornamentato da tubercoli, in particolare la zona intorno all'orbita e la punta del muso.

## Classificazione
I primi fossili di questo animale, ritrovati nella Connecticut Valley, vennero descritti nel 1837 da John H. Redfield, che li denominò Catopterus gracilis. Solo nel 1899 Hay ridenominò il materiale come Redfieldius gracilis, poiché il nome Catopterus era già stato utilizzato da Agassiz nel 1833 per descrivere un altro genere di pesce. Fossili di Redfieldius sono poi stati ritrovati in terreni del Newark Supergroup risalenti al Giurassico inferiore in vari stati degli USA orientali (Connecticut, Massachusetts, New Jersey, Virginia); al genere Redfieldius sono state attribuite numerose specie, ma una ridescrizione del genere operata nel 1978 ha permesso di ricondurre i fossili a una sola specie, R. gracilis.

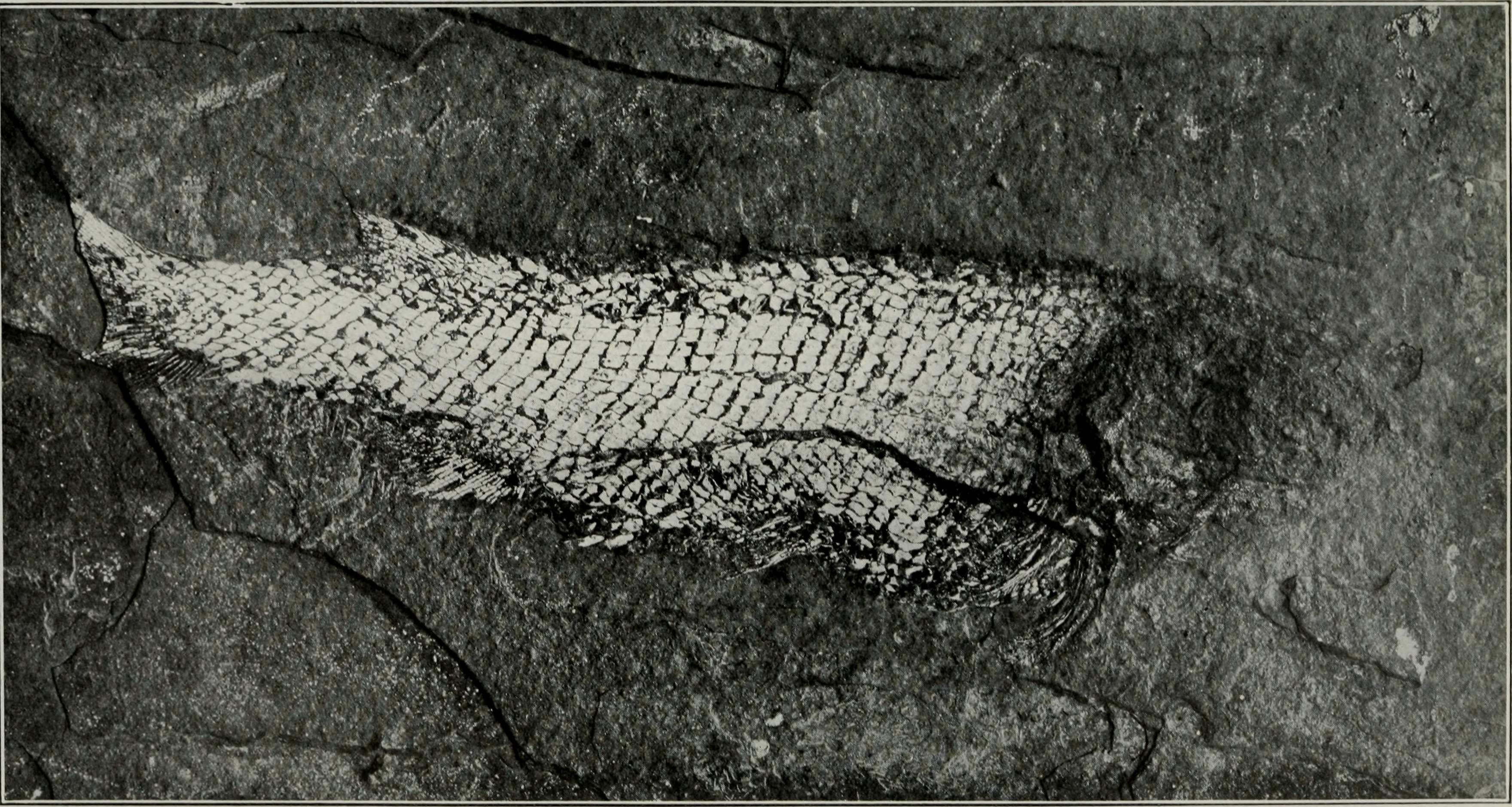
Fossile di Redfiedius gracilis

Redfieldius è il genere eponimo dei Redfieldiiformes, un gruppo di pesci ossei arcaici, tipici del Triassico e del Giurassico americano, che mostrano caratteristiche intermedie tra i più antichi e primitivi paleonisciformi e i più derivati condrostei. Redfieldius è il più recente tra i redfieldiiformi. Altre forme affini sono Brookvalia e Synorichthys.